# Håga
Håga is een plaats in de gemeente Uppsala in het landschap Uppland en de provincie Uppsala län in Zweden. De plaats heeft 317 inwoners (2005) en een oppervlakte van 20 hectare.